# Friedrich Anton Wilhelm Miquel

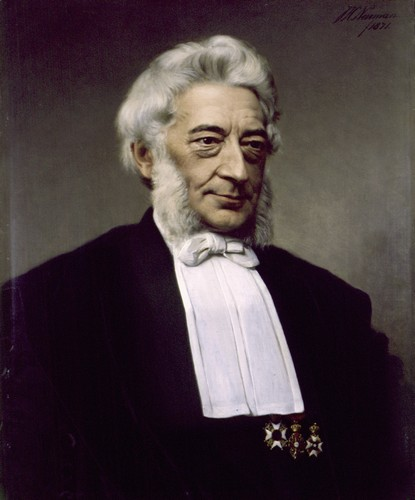
Friedrich Anton Wilhelm Miquel

Friedrich Anton Wilhelm Miquel (* 24. Oktober 1811 in Neuenhaus, Grafschaft Bentheim; † 23. Januar 1871 in Utrecht) war ein deutsch-niederländischer Botaniker. Sein offizielles botanisches Autorenkürzel lautet „Miq.“

## Leben und Wirken
Miquels Vorfahren stammen aus Frankreich und waren nach Deutschland emigriert. Er war der Sohn des Anton Theodor Miquel (* 8. Dezember 1783 in Neuenhaus; † 31. März 1862 ebenda) und der Luberta Kohler (* 17. Mai 1790 in Neuenhaus; † 22. September 1860 ebenda). Seine Brüder waren Franz Wilhelm Miquel und Johannes von Miquel.
Nach dem Besuch des Gymnasiums in Lingen, studierte Miquel Medizin an der Universität Groningen. Hier wurde vor allem Herman Christiaan van Hall sein prägender Lehrer, welcher ihn für die Botanik begeisterte. Am 15. Mai 1833 promovierte Miquel in Groningen mit der Dissertation exhibens veterum de jecore merita zum Doktor der Medizin. Im Anschluss arbeitete er als Arzt am Landkrankenhaus in Amsterdam und ging 1835 nach Rotterdam, wo er als Dozent der dortigen klinischen Schule Pharmakologie, Botanik und Naturgeschichte unterrichtete.
1846 wurde Miquel Professor der Botanik am Athenaeum Illustre Amsterdam, welche Aufgabe er am 2. März des Jahres mit der Antrittsvorlesung Oratio de regno vegetabili in telluris superficie mutanda efficaci (deutsch: Das sich ständig ändernde Pflanzenreich auf der Oberfläche der Erde) antrat. 1859 wechselte er als Professor an die Universität Utrecht, wo er die Antrittsvorlesung Over het tegenwoordig standpunt der plantenkunde, en haar verband met andere wetenschappen (deutsch: Über den gegenwärtigen Stand der Botanik in ihrer Verbindung mit anderen Wissenschaften) hielt und war dort ab 1862 als Direktor des Rijksherbariums in Leiden tätig. 1870/71 amtierte er als Rektor der Universität.
Miquel publizierte mehrere botanische Werke.

## Ehrungen
1837 wurde Miquel zum Mitglied der Leopoldina gewählt, er war ab 1838 korrespondierendes und 1846 Mitglied der Königlich Niederländischen Akademie der Wissenschaften, 1866 Mitglied der Königlich Schwedischen Akademie der Wissenschaften, 1867 Mitglied der Bayerischen Akademie der Wissenschaften, Mitglied der Naturforschenden Gesellschaft zu Halle, Mitglied der Gartenbaugesellschaft in St. Petersburg und Stockholm, Mitglied der Linnean Society of London, Mitglied der Societas Botaniees in Edinburgh und beinahe aller botanischen Gelehrtengesellschaften der Niederlande.
Miquel wurde Ritter des Ordens vom niederländischen Löwen, Ritter des schwedischen Nordstern-Ordens und man verlieh ihm das Ritterkreuz des Franz-Joseph-Ordens. Am 24. Mai 1850 wurde er Ehrendoktor der Naturwissenschaften der Universität Groningen.
Die Pflanzengattungen Miquelia Meissn. der Pflanzenfamilie der Icacinaceae und die monotypische Gattung Miqueliopuntia mit der einzigen Art  Miqueliopuntia miquelii (Monv.) F.Ritter sind nach ihm benannt.

## Familie
Miquel heiratete am 25. März 1841 Catharina Elisabeth Madrij (* 27. Dezember 1817 in Rotterdam; † 18. August 1895 in Wiesbaden), die älteste Tochter des Rotterdamer Bankiers Pieter Simon Madrij (* um 1791 in Rotterdam; † 1. Juni 1861 in Kralingen) und dessen Frau Catharina Elisabeth Tavenraat (* um 1790 Rotterdam; † 29. Dezember 1855 in Rotterdam). Aus der Ehe stammen Kinder. Von diesen kennt man:
- Helene Miquel (* 20. Dezember 1841 in Rotterdam; † 22. Mai 1914 in Wiesbaden)
- Bertha Amalia Miquel (* 16. Mai 1843 in Rotterdam; † 1. Januar 1926 in Den Haag) verh. 11. November 1880 mit Wilhelmus Johannes Karsten (* 10. Juni 1842 in Utrecht; † 31. März 1921 in Den Haag)
- Catharina Elisabeth Miquel (* 20. Dezember 1841 in Rotterdam; † Januar 1908 in Wiesbaden)
- Anton Theodor Miquel (* 19. Juni 1845 in Rotterdam; † 19. Januar 1912 in Homburg v. d. Höhe) wurde Jurist, verh. 17. Oktober 1873 in Raalte mit Clara Henckels (* 9. Juli 1851 in Grünewald (Düsseldorf); † 1892 in Homburg)
- Pieter Simon Miquel (* 20. Januar 1849 in Rotterdam; † 13. Mai 1850 in Amsterdam)
- Betsij Miquel (* 27. März 1851 in Amsterdam; † 12. März 1907 in Wiesbaden) verh. 14. November 1885 in Den Haag mit Daniel Hermannus Waubert de Puiseau (* 19. April 1837 in Sneek; † 27. September 1914 in Gonsenheim)
- Frederica Antonia Wilhelmina Miquel (* 29. März 1862 in Utrecht; † 2. März 1924 in Biebrich am Rhein) verh. 12. Januar 1898 in Wiesbaden mit P(aul) H(ugo) Hoeckner

## Schriften (Auswahl)
Bücher
- Describatur germinatio plantarum, praemissa brevi disputatione de partibus sive organis, quibus constat fructus deque harum partium functione. I. Oomkens, Groningen 1832 (Digitalisat).
- Commentatio de organorum in vegetabilibus ortu et metamorphosi […]. S. et J. Luchtmans, Leiden 1833 (Digitalisat).
- Disquisitio geogr.-botanica de plantarum Regni Batavi distributione. Leiden 1837.
- Commentatio de vero Pipere Cubeba deque speciebus cognatis ac cum eo commutatis, cui praemissa est disputatio taxonomica et geographica de Piperaceis. Leiden 1839.
- Monographia Cycadearum. Utrecht 1842.
- Systema Piperacearum. Rotterdam 1843–1844.
- Oratio de regno vegetabili in telluris superficie mutanda efficaci. Amsterdam 1846.
- Illustrationes Piperacearum. Bonn 1847.
- Stirpes Surinamenses selectae. Leiden 1850.
- Cycadeae quaedam Americanae, partim novae. Amsterdam 1851.
- De fossile planten van het krijt in Limburg. Haarlem 1853.
- Flora van Nederlandsch Indië. 4 Bände, Amsterdam / Utrecht / Leipzig 1855.
- Flora Indiae batavae. Amsterdam 1855–1859.
- Inwijdingsrede over het tegenwoordig standpunt der plantenkunde, en haar verband met andere wetenschappen, uitgesproken ter aanvaarding van het hoogleeraarsambt in de wis- en natuurkundige faculteit der hoogeschool te Utrecht, den 28 september 1859. Van der Post, Utrecht / Amsterdam 1859 (Digitalisat).
- Prodromus systematis Cycadearum. Utrecht 1861.
- Sumatra, seine Pflanzenwelt und deren Erzeugnisse. Leipzig 1862.
- De Palmis Archipelagi Indici observationes novae. Amsterdam 1868.
- Illustrations de la Flore de l' Archipel Indien. Utrecht / Leipzig 1870.

Zeitschriftenbeiträge
- Tentamen florae homericae. In: Tijdschrift voor natuurlijke geschiedenis en physiologie. Band 2, 1835, S. 111–165 (Digitalisat).
  - = Homerische Flora. Johann Friedrich Hammerich, Altona 1836 (Digitalisat) – übersetzt von J. C. M. Laurent.